# Leon Howard Sullivan
Pour les articles homonymes, voir Sullivan.
Leon Howard Sullivan, né le 16 octobre 1922 à Charleston (Virginie-Occidentale) et mort le 24 avril 2001 à Scottsdale (Arizona), est un pasteur chrétien baptiste afro-américain, militant des droits de l'homme et des droits sociaux. 

## Biographie
Leon Howard Sullivan est le premier afro-américain ayant siégé au conseil d'administration d'une grande entreprise américaine, en l'occurrence General Motors. Il sert à l'Abyssinian Baptist Church.
Il décède le 24 avril 2001, à 78 ans.